# Marțea Mare
În creștinism, Marțea Mare este o zi din Săptămâna Mare, săptămâna înainte de Paști. Este precedată de Lunea Mare și urmată de Miercurea Mare.